# Medan Jaya
Medan Jaya is een bestuurslaag in het regentschap Muko-Muko van de provincie Bengkulu, Indonesië. Medan Jaya telt 2042 inwoners (volkstelling 2010).